# Yann Siccardi
Yann Siccardi (né le 3 février 1986 à Monaco) est un judoka monégasque.

## Biographie
Yann Siccardi a déjà participé aux Jeux olympiques dans la catégorie des moins de 60 kg à deux reprises. En effet, sa première participation remonte à 2008 où il termine à la 21e place à la suite de son élimination par le Britannique Craig Fallon en 16e de finale. Il participe également aux Jeux de Londres où il finit 9e à la suite de sa défaite face au futur champion olympique, le Russe Arsen Galstyan, en 8e de finale.
Outre ses participations olympiques, Siccardi a également participé à plusieurs manches de Coupe du Monde, notamment à Madrid en 2010 (avec une 7e place finalement), à Bucarest en 2011 (5e place) ou encore à Lisbonne en 2012 (7e place). De plus, en 2009, il participe aux Jeux de la Francophonie où il termine 5e et aux Jeux méditerranéens où il remporte la médaille d'argent. Enfin, il a remporté la médaille d'or du tournoi du judo des moins de 60 kg des Jeux des petits États d'Europe en 2007, en 2009 et en 2011 et la médaille de bronze en 2003 et en 2005.